# 스코틀랜드 국립미술관
스코틀랜드 국립미술관(영어: Scottish National Gallery)은 스코틀랜드 에든버러에 있는 국립미술관이다.